# Rio dei Scoacamini
Rio dei Scoacamini, è un breve corso d'acqua interno veneziano situato all'interno del sestiere di San Marco.

## Origine del nome

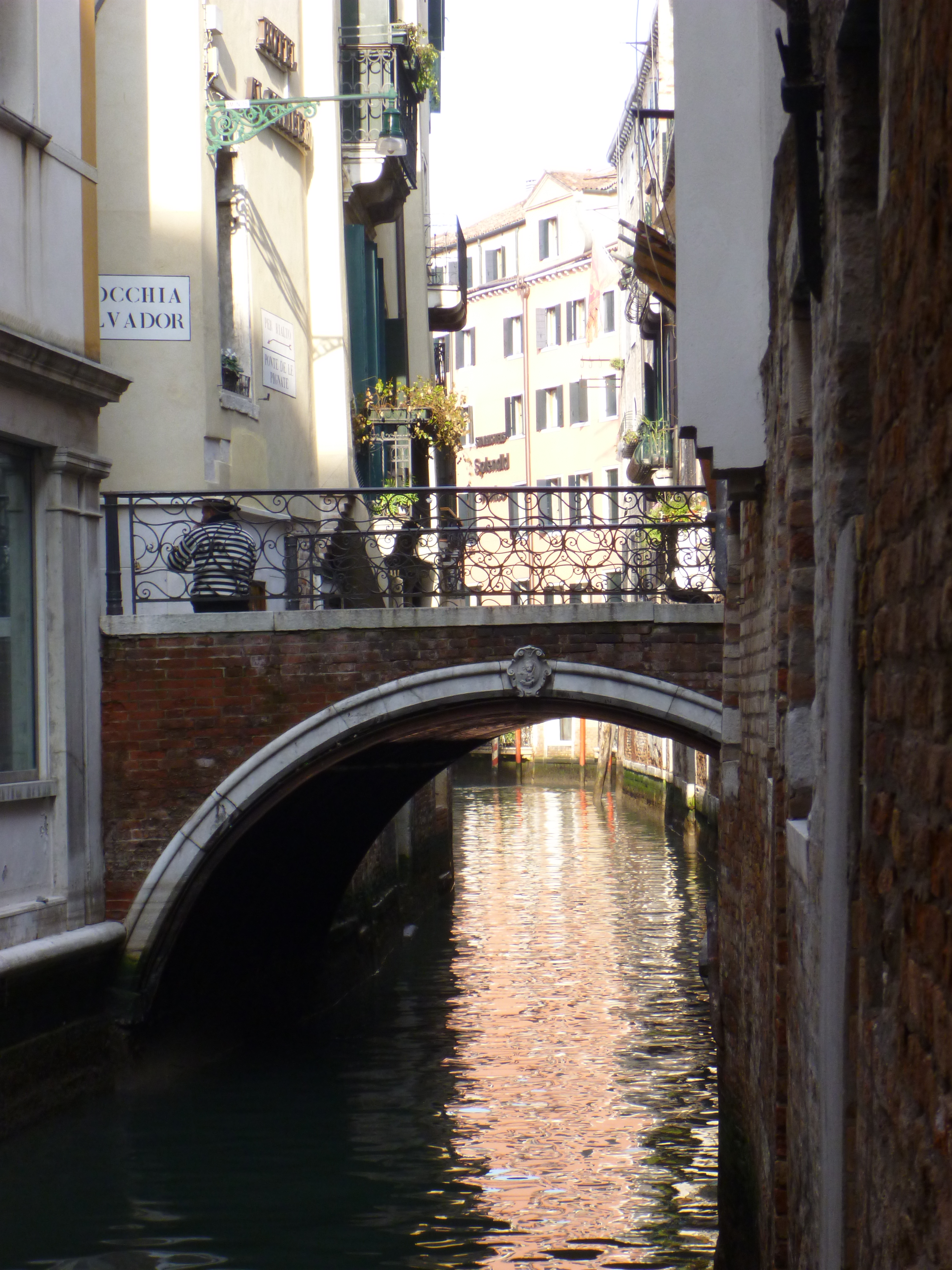
Ponte de le Pignate.

Il nome dal mestiere dello spazzacamino perché attorno al XVII secolo erano in molti che svolgevano tale attività a vivevano in questa parte del sestiere veneziano di San Marco.

## Storia
Anticamente vi confluiva il Rio Tera' de le Colonne, interrato nel 1837 e divenuto percorso terrestre.
Arrivava al Rio dei Ferali e aveva anche un ponte, chiamato ponte de le Campane.
Quello che resta è il sottoportico omonimo.

## Descrizione
Il breve canale si trova tutto all'interno del sestiere di San Marco e con Rio dei Ferai, Rio del Cappello, Rio delle Procuratie e Rio Orseolo forma una piccola isola con vari monumenti importanti, come la chiesa di Santa Croce degli Armeni.
Sul canale passa un solo ponte, il ponte de le Pignate.

## Luoghi d'interesse
- Chiesa di Santa Croce degli Armeni
- Calle Goldoni
- Calle Redivo
- Calle dei Fabbri
- Calle dei Scoacamini
- Calle de le Strazze